# Курорт (фільм)
Курорт — американський фільм жахів 2021 року. Режисер та сценарист Тейлор Чієн. Продюсери Тейлор Чієн і Джастін Чієн. Світова прем'єра відбулася 30 квітня 2021 року; прем'єра в Україні — 20 січня 2022-го.

## Про фільм
Лекс — дослідниця паранормальних явищ. Вона отримує в подарунок на день народження поїздку — до покинутого острова з давно забутим курортом. За чутками, острів населений зловісними духами. В товаристві друзів Лекс рушає на цей острів — де їм в швидкому часі доведеться переконатися, що чутки небезпідставні.

## Знімались
| Актор        | Роль |
| ------------ | ---- |
| Б'янка Гаасе |      |
| Брок О'Герн  |      |
| Майкл Вламіс |      |
| Дейв Шерідан |      |
| Енді Буматаї |      |
| Марія Ольсен |      |